# 副渡灵螳属
副渡灵螳属（学名：Paratheopompa）为宽膝螳科的一个属。

## 下属物种
本属包括以下物种：
- 暹罗副渡灵螳 Paratheopompa siamensis Schwarz & Ehrmann, 2017